# Hubbard County
Das Hubbard County ist ein County im US-amerikanischen Bundesstaat Minnesota. Im Jahr 2020 hatte das County 21.344 Einwohner und eine Bevölkerungsdichte von 8,9 Einwohnern pro Quadratkilometer. Der Verwaltungssitz (County Seat) ist Park Rapids.
Ein Teil des Leech-Lake-Indianerreservates liegt im Hubbard County.

## Geografie
Das County liegt im mittleren Norden von Minnesota und hat eine Fläche von 2588 Quadratkilometern, wovon 199 Quadratkilometer Wasserfläche sind.
Der Nordwesten des Countys wird von oberen Mississippi durchflossen. Das County hat Anteil am Itasca State Park mit dem im westlich benachbarten Clearwater County liegenden Lake Itasca, dem Quellsee des Mississippi.
An das Hubbard County grenzen folgende Nachbarcountys:
| Clearwater County | Beltrami County |             |
|                   |                 | Cass County |
| Becker County     | Wadena County   |             |

## Geschichte

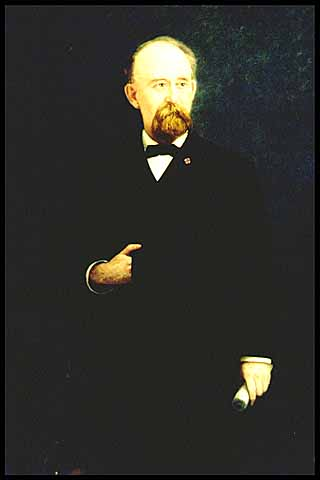
L. F. Hubbard

Das Hubbard County wurde am 26. Februar 1883 aus Teilen des Cass County gebildet. Benannt wurde es nach Lucius Frederick Hubbard (1836–1913), einem US-amerikanischen Politiker und neunten Gouverneur von Minnesota.

Vier Bauwerke und Stätten des Countys sind im National Register of Historic Places eingetragen (Stand 29. Januar 2018).

## Demografische Daten
Nach der Volkszählung im Jahr 2010 lebten im Hubbard County 20.428 Menschen in 8640 Haushalten. Die Bevölkerungsdichte betrug 8,6 Einwohner pro Quadratkilometer. In den 8640 Haushalten lebten statistisch je 2,33 Personen.
Ethnisch betrachtet setzte sich die Bevölkerung zusammen aus 94,6 Prozent Weißen, 0,3 Prozent Afroamerikanern, 2,9 Prozent amerikanischen Ureinwohnern, 0,3 Prozent Asiaten, 0,1 Prozent Polynesiern sowie aus anderen ethnischen Gruppen; 1,8 Prozent stammten von zwei oder mehr Ethnien ab. Unabhängig von der ethnischen Zugehörigkeit waren 1,7 Prozent der Bevölkerung spanischer oder lateinamerikanischer Abstammung.
21,4 Prozent der Bevölkerung waren unter 18 Jahre alt, 57,2 Prozent waren zwischen 18 und 64 und 21,4 Prozent waren 65 Jahre oder älter. 49,6 Prozent der Bevölkerung war weiblich.

Das jährliche Durchschnittseinkommen eines Haushalts lag bei 45.733 USD. Das Pro-Kopf-Einkommen betrug 24.869 USD. 12,0 Prozent der Einwohner lebten unterhalb der Armutsgrenze.

## Ortschaften im Hubbard County
Citys
- Akeley
- Laporte
- Nevis
- Park Rapids

Census-designated place (CDP)
- Lake George

Unincorporated Communities
| - Becida - Benedict - Dorset | - Emmaville - Kabekona |

## Gliederung
Das Hubbard County ist neben den vier Citys in 28 Townships eingeteilt:
| Township                | Einwohner (2010) | FIPS     |
| ----------------------- | ---------------- | -------- |
| Akeley Township         | 551              | 27-00514 |
| Arago Township          | 607              | 27-01918 |
| Badoura Township        | 128              | 27-03178 |
| Clay Township           | 69               | 27-11682 |
| Clover Township         | 154              | 27-12232 |
| Crow Wing Lake Township | 332              | 27-14140 |
| Farden Township         | 1137             | 27-20528 |
| Fern Township           | 270              | 27-20942 |
| Guthrie Township        | 555              | 27-26360 |
| Hart Lake Township      | 509              | 27-27386 |

| Township             | Einwohner (2010) | FIPS     |
| -------------------- | ---------------- | -------- |
| Helga Township       | 1401             | 27-28340 |
| Hendrickson Township | 314              | 27-28466 |
| Henrietta Township   | 1642             | 27-28556 |
| Hubbard Township     | 784              | 27-30338 |
| Lake Alice Township  | 93               | 27-34046 |
| Lake Emma Township   | 985              | 27-34262 |
| Lake George Township | 378              | 27-34388 |
| Lake Hattie Township | 202              | 27-34460 |
| Lakeport Township    | 845              | 27-34838 |
| Mantrap Township     | 519              | 27-40022 |

| Township                 | Einwohner (2010) | FIPS     |
| ------------------------ | ---------------- | -------- |
| Nevis Township           | 1009             | 27-45358 |
| Rockwood Township        | 430              | 27-55132 |
| Schoolcraft Township     | 103              | 27-58972 |
| Steamboat River Township | 126              | 27-62618 |
| Straight River Township  | 726              | 27-63076 |
| Thorpe Township          | 49               | 27-64804 |
| Todd Township            | 1393             | 27-65038 |
| White Oak Township       | 475              | 27-70114 |